# RJ・ネムバード
- RJ・ネンバード
- RJ・ネムハード

ルーベン・R・ネムバード・ジュニア（Ruben R. Nembhard Jr. , 1999年3月22日 - ）は、アメリカ合衆国・テキサス州ケラー出身のプロバスケットボール選手。NBAのクリーブランド・キャバリアーズと2ウェイ契約でクリーブランド・チャージに所属している。ポジションはポイントガードまたはシューティングガード。

## 経歴

### 生い立ち
幼少期はフットボールで育ち、10歳の時にバスケットボールを始めた。高校は地元ケラー高等学校に通い、3年生の時には平均21得点を挙げ、第5-6A地区のMVPに輝いた。4年生になるとさらに成績を伸ばし、1試合平均25.7得点、6.5リバウンド、3.2アシストを記録した。その後、テキサス大、オクラホマ大、カンザス州立大、ベイラー大などの名門校からのオファーを受け、TCUでカレッジバスケットボールをプレーすることを約束した。

### カレッジ
TCUでの最初のシーズンは6試合を通して限られた出場時間しか与えられず、膝の怪我に悩まされた後、レッドシャツの対象となった。レッドシャツ制度を終えた翌シーズンは主にベンチから出場し、1試合平均4.4得点、2.1リバウンドを記録した。2020年1月4日のアイオワ州立大との試合ではキャリアハイの31得点を記録し、延長戦の末81-79で勝利した。2年生時は1試合平均12.1得点、3.8リバウンド、3.5アシストを記録し、3年生時には1試合平均15.7得点、4.3リバウンド、4アシストの成績を残して、オールBig12サードチームに選出された。2021年3月29日に大学の資格を維持したまま、2021年のNBAドラフトにアーリーエントリーを表明し、その後ドラフト残留を決定した。

### クリーブランド・キャバリアーズ
2021年のNBAドラフトでドラフト外指名を受けたが、同年のサマーリーグでマイアミ・ヒートに入団した。2021年9月27日にクリーブランド・キャバリアーズと契約を結び、10月16日に2ウェイ契約に変更された。

## 個人成績

### カレッジ
| シーズン | チーム | GP | GS | MPG  | FG%  | 3P%  | FT%  | RPG | APG | SPG | BPG | PPG  |
| -------- | ------ | -- | -- | ---- | ---- | ---- | ---- | --- | --- | --- | --- | ---- |
| 2017–18  | TCU    | 6  | 0  | 5.5  | .286 | .000 | .250 | 1.0 | .8  | .0  | .2  | 1.5  |
| 2018–19  | TCU    | 36 | 8  | 17.2 | .351 | .299 | .615 | 2.1 | .9  | .5  | .4  | 4.4  |
| 2019–20  | TCU    | 29 | 28 | 32.1 | .366 | .313 | .740 | 3.8 | 3.5 | 1.0 | .2  | 12.1 |
| 2020–21  | TCU    | 24 | 24 | 34.9 | .400 | .339 | .778 | 4.3 | 4.0 | 1.1 | .2  | 15.7 |
| 通算     | 通算   | 95 | 60 | 25.5 | .375 | .314 | .724 | 3.1 | 2.5 | .8  | .3  | 9.4  |